# Dylan Baker
Dylan Baker (Syracuse, 7 ottobre 1959) è un attore statunitense.

## Biografia

### Carriera
Baker nasce a Syracuse, dove inizia la sua carriera d'attore quando era ancora ragazzo con alcune produzioni teatrali. Qui Baker frequenta una serie di scuole di preparazione; all'inizio si iscrive alla Holy Cross School e alla Georgetown Preparatory School, dopodiché passa al College di William e Mary (sempre in Virginia) e alla Southern Methodist University nel 1980. Nel 1986 Baker fa una performance in una produzione off-Broadway in Not About Heroes, insieme a Edward Herrmann e diretto da Dianne Wiest, vincendo così un Obie Award.
A partire dal 1995 diventa uno dei protagonisti della serie Murder One interpretando il detective Arthur Polson fino al 1996. Recita al fianco di Michael Douglas nel film Rivelazioni. Nel 1998 entra nel cast del film di Todd Solondz Happiness - Felicità. Nel corso della sua carriera prende parte a numerose pellicole come The Cell - La cellula, True Blue - Sfida sul Tamigi, Benvenuti a Radioland e Catfight - Botte da amiche. Interpreta nel 2004 il personaggio del professor Curt Connors in Spider-Man 2, basato sui fumetti della Marvel Comics, ricoprendo poi lo stesso ruolo anche nel sequel Spider-Man 3, un film del 2007.
Prende parte a molte serie televisive come Senza traccia, Law & Order: Criminal Intent, Detective Monk, Dr. House - Medical Division, Ugly Betty, Burn Notice - Duro a morire, West Wing - Tutti gli uomini del Presidente, The Mentalist, Oz, Smash, The Practice - Professione avvocati, CSI - Scena del crimine, White Collar Squadra emergenza e Zero Hour. Prende quindi parte alla serie televisiva NBC Kings dove interpreta William Cross; la serie viene cancellata dopo una sola stagione. Entra poi nel cast di Anchorman 2 - Fotti la notizia, un film di Adam McKay.

### Vita privata
È sposato dal 1990 con l'attrice Becky Ann Baker, da cui ha avuto una figlia, Willa, nata nel 1993.

## Filmografia

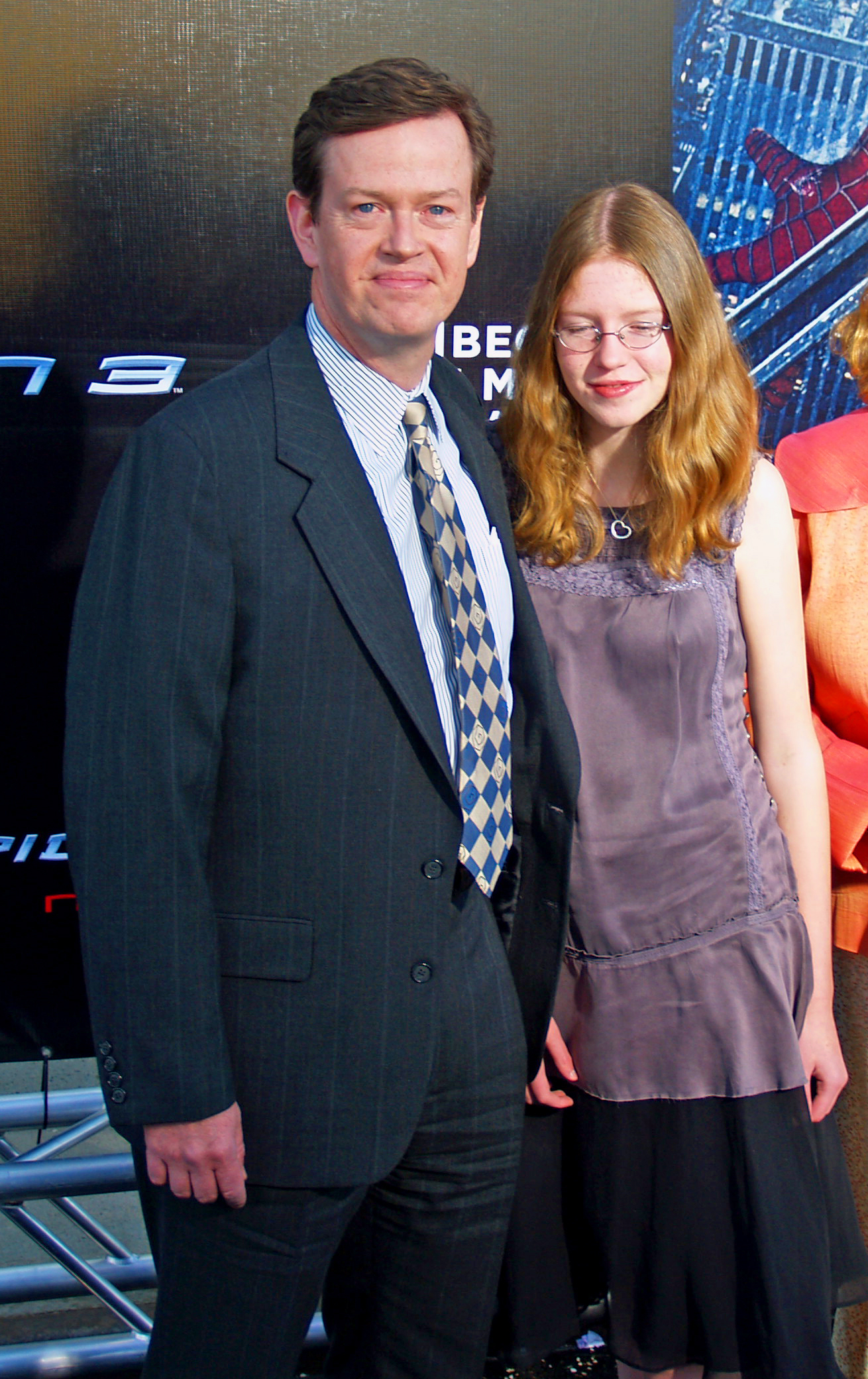
Dylan Baker insieme alla figlia Willa alla prima di Spider-Man 3 (2007)

### Attore

#### Cinema
- Un biglietto in due (Planes, Trains & Automobiles), regia di John Hughes (1987)
- Il grande viaggio (The Wizard of Loneliness), regia di Jenny Bowen (1988)
- La lunga strada verso casa (The Long Walk Home), regia di Richard Pearce (1990)
- Fuori di testa (Delirious), regia di Tom Mankiewicz (1991)
- Saluti dal caro estinto (Passed Away), regia Charlie Peters (1992)
- Pozione d'amore (Love Potion No. 9), regia di Dale Launer (1992)
- Cercasi superstar (Life with Mikey), regia di James Lapine (1993)
- Benvenuti a Radioland (Radioland Murders), regia di Mel Smith (1994)
- Rivelazioni (Disclosure), regia di Barry Levinson (1994)
- Nel Texas cadevano le stelle (The Stars Fell on Henrietta), regia di James Keach (1995)
- True Blue - Sfida sul Tamigi (True Blue), regia di Ferdinand Fairfax (1996)
- Happiness - Felicità (Happiness), regia di Todd Solondz (1998)
- Celebrity, regia di Woody Allen (1998)
- Semplicemente irresistibile (Simply Irresistible), regia di Mark Tarlov (1999)
- Destini incrociati (Random Hearts), regia di Sydney Pollack (1999)
- Oxygen, regia di Richard Shepard (1999)
- Lui, lei e gli altri (Committed), regia di Lisa Krueger (2000)
- Requiem for a Dream, regia di Darren Aronofsky (2000)
- The Cell - La cellula (The Cell), regia di Tarsem Singh (2000)
- Thirteen Days, regia di Roger Donaldson (2000)
- Il sarto di Panama (The Tailor of Panama), regia di John Boorman (2001)
- Nella morsa del ragno - Along Came a Spider (Along Came a Spider), regia di Lee Tamahori (2001)
- The Laramie Project, regia di Moisés Kaufman (2002)
- Ipotesi di reato (Changing Lanes), regia di Roger Michell (2002)
- Era mio padre (Road to Perdition), regia di Sam Mendes (2002)
- A Gentleman's Game, regia di J. Mills Goodloe (2002)
- Head of State, regia di Chris Rock (2003)
- Contratto d'amore (How to Deal), regia di Clare Kilner (2003)
- Rick, regia di Curtiss Clayton (2003)
- Spider-Man 2, regia di Sam Raimi (2004)
- Kinsey, regia di Bill Condon (2004)
- The Matador, regia di Richard Shepard (2005)
- Nascosto nel buio (Hide and Seek), regia di John Polson (2005)
- Stealing Martin Lane, regia di James Furino (2005)
- Fido, regia di Andrew Currie (2006)
- Let's Go to Prison - Un principiante in prigione (Let's Go to Prison), regia di Bob Odenkirk (2006)
- Spider-Man 3, regia di Sam Raimi (2007)
- When A Man Falls in the Forest, regia di Ryan Eslinger (2007)
- The Hunting Party, regia di Richard Shepard (2007)
- Across the Universe, regia di Julie Taymor (2007)
- The Stone Angel, regia di Kari Skogland (2007)
- La vendetta di Halloween (Trick 'r Treat), regia di Michael Dougherty (2008)
- Diminished Capacity, regia di Terry Kinney (2008)
- Revolutionary Road, regia di Sam Mendes (2008)
- Un uomo d'affari (Under New Management), regia di Joe Otting (2009)
- Un anno da ricordare (Secretariat), regia di Randall Wallace (2010)
- Think of Me, regia di Mike S. Ryan e Bryan Wizemann (2011)
- 2 giorni a New York (2 Days in New York), regia di Julie Delpy (2012)
- Anchorman 2 - Fotti la notizia (Anchorman 2: The Legend Continues), regia di Adam McKay (2013)
- Selma - La strada per la libertà (Selma), regia di Ava DuVernay (2014)
- The Humbling, regia di Barry Levinson (2014)
- 23 Blast, regia di Dylan Baker (2014)
- America Is Still the Place, regia di Patrick Gilles (2015)
- Franny (The Benefactor), regia di Andrew Renzi (2015)
- Applesauce, regia di Onur Tukel (2015)
- Kill for Me, regia di Tim McCann (2016)
- Catfight - Botte da amiche (Catfight), regia di Onur Tukel (2016)
- Miss Sloane - Giochi di potere (Miss Sloane), regia di John Madden (2016)
- Elizabeth Harvest, regia di Sebastian Gutierrez (2018)
- Ted Bundy - Fascino criminale (Extremely Wicked, Shockingly Evil and Vile), regia di Joe Berlinger (2019)
- Dream Scenario - Hai mai sognato quest'uomo? (Dream Scenario), regia di Kristoffer Borgli (2023)

#### Televisione
- A Case of Deadly Force, regia di Michael Miller – film TV (1986)
- Assassinio di Mary Phagan (The Murder of Mary Phagan) – miniserie TV, 2 episodi (1988)
- Miami Vice – serie TV, episodio 4x16 (1988)
- Spenser (Spenser: For Hire) – serie TV, episodio 3x16 (1988)
- American Playhouse – serie TV, episodio 7x10 (1988)
- Peccati inconfessabili (Judgment), regia di Tom Topor – film TV (1990)
- Law & Order - I due volti della giustizia (Law & Order) – serie TV, 7 episodi (1991-2023)
- Un medico tra gli orsi (Northern Exposure) – serie TV, episodio 4x14 (1993)
- Return to Lonesome Dove – miniserie TV, 3 episodi (1993)
- Cosby indaga (The Cosby Mysteries) – serie TV, episodio 1x08 (1994)
- Murder One – serie TV, 18 episodi (1995-1996)
- Feds – serie TV, episodio 1x06 (1997)
- Forbidden Territory: Stanley's Search for Livingstone, regia di Simon Langton – film TV (1997)
- The Invisible Man, regia di John Patterson – film TV (1998)
- Dalla Terra alla Luna (From the Earth to the Moon) – miniserie TV, episodio 1x09 (1998)
- Oz – serie TV, episodio 2x03 (1998)
- Strangers with Candy – serie TV, episodio 3x02 (2000)
- Big Apple – serie TV, episodi 1x03 e 1x06 (2001)
- The Practice - Professione avvocati (The Practice) – serie TV, episodi 6x01 - 6x02 (2001)
- CSI - Scena del crimine (CSI: Crime Scene Investigation) – serie TV, episodio 2x06 (2001)
- Benjamin Franklin – miniserie TV, 3 episodi (2002)
- The Laramie Project, regia di Moisés Kaufman – film TV (2002)
- The Big Time, regia di Paris Barclay – film TV (2002)
- The Pitts – serie TV, 7 episodi (2003)
- The Elizabeth Smart Story, regia di Bobby Roth – film TV (2003)
- West Wing - Tutti gli uomini del Presidente (The West Wing) – serie TV, episodio 5x09 (2003)
- L'avvocato di strada (The Street Lawyer), regia di Paris Barclay – film TV (2003)
- Squadra emergenza (Third Watch) – serie TV, episodio 6x08 (2004)
- Life As We Know It – serie TV, episodi 1x04 - 1x08 (2004)
- Senza traccia (Without a Trace) – serie TV, episodio 3x16 (2005)
- The Book of Daniel – serie TV, 6 episodi (2006)
- Haskett's Chance, regia di Tim Blake Nelson – film TV (2006)
- Drive – serie TV, 6 episodi (2007)
- Kings – serie TV, 12 episodi (2009)
- Law & Order: Criminal Intent – serie TV, episodio 8x14 (2009)
- Detective Monk (Monk) – serie TV, episodio 8x06 (2009)
- Ugly Betty – serie TV, episodi 4x04, 4x06 e 4x07 (2009)
- Dr. House - Medical Division (House M.D.) – serie TV, episodio 7x07 (2010)
- The Good Wife – serie TV, 8 episodi (2010-2015)
- Burn Notice - Duro a morire (Burn Notice) – serie TV, episodi 4x18 - 5x01 (2010-2011)
- Damages – serie TV, 10 episodi (2011)
- White Collar – serie TV, episodio 3x12 (2012)
- Political Animals – miniserie TV, 5 episodi (2012)
- Smash – serie TV, episodio 1x01-1x03-2x09 (2012-2013)
- Zero Hour – serie TV, episodi 1x03-1x04-1x08 (2013)
- Chicago Fire – serie TV, episodi 2x07-2x20 (2013-2014)
- Chicago P.D. – serie TV, episodio 1x12 (2014)
- Turks & Caicos, regia di David Hare – film TV (2014)
- The Mentalist – serie TV, episodi 7x06-7x09 (2015)
- Confirmation - Una donna per la verità (Confirmation), regia di Rick Famuyiwa – film TV (2016)
- The Americans – serie TV, 8 episodi (2016)
- Blindspot – serie TV, 6 episodi (2017-2020)
- I'm Dying Up Here - Chi è di scena? (I'm Dying Up Here) – serie TV, 5 episodi (2017-2018)
- The Good Fight – serie TV, episodio 1x09 (2017)
- Piccole donne (Little Women), regia di Vanessa Caswill – miniserie TV (2017)
- Homeland - Caccia alla spia (Homeland) – serie TV, 8 episodi (2018)
- Hunters – serie TV, 11 episodi (2020-2023)
- Social Distance – serie TV, episodio 1x06 (2020)
- The Hot Zone - Area di contagio (The Hot Zone) – serie TV, 6 episodi (2021)
- Evil – serie TV, episodi 2x02-2x04 (2021)
- The Resort – serie TV, 4 episodi (2022)
- Inside Man – serie TV, 4 episodi (2022)
- The Gilded Age – serie TV, episodio 3x08 (2025)

#### Cortometraggi
- Grasp, regia di Brendan Donovan (2002)
- Live at Five, regia di Averie Storck (2005)
- Pitch, regia di Ian Gelfand (2006)
- Ball Two, regia di Andrew Robbins (2011)
- 100 Monologues – serie TV (2014)
- Actor Seeks Role, regia di Michael Tyburski (2015)
- Nightfire, regia di Brando Benetton (2015)
- Stolen, regia di Gene Cernilli (2016)

### Regista
- 23 Blast (2014)

## Doppiatori italiani
Nelle versioni in italiano delle opere in cui ha recitato, Dylan Baker è stato doppiato da:
- Roberto Pedicini in Spider-Man 2, Nascosto nel buio, Spider-Man 3, The Good Wife, Homeland - Caccia alla spia, Piccole donne
- Francesco Prando in Happiness - Felicità, Oz, The Hunting Party, Un anno da ricordare, Ted Bundy - Fascino criminale
- Mauro Gravina ne La lunga strada verso casa (ridoppiaggio), Chicago Fire, Chicago P.D., The Humbling, The Gilded Age
- Luca Dal Fabbro in Law & Order - I due volti della giustizia (ep. 21x02), Elementary, Social Distance, The Resort
- Antonio Sanna in Semplicemente irresistibile, Nella morsa del ragno - Along Came a Spider, Damages, The Mentalist
- Antonio Palumbo in Head of State, Revolutionary Road, Smash, Miss Sloane - Giochi di potere
- Luca Biagini in La lunga strada verso casa, Rivelazioni, Selma - La strada per la libertà, Inside Man
- Massimo Rossi in Law & Order - I due volti della giustizia (ep. 2x11), Lui, lei e gli altri, The Good Fight
- Davide Marzi in Thirteen Days, Turks & Caicos, Confirmation - Una donna per la verità
- Stefano Benassi in Murder One, Hunters
- Sergio Di Giulio in The Practice - Professione avvocati, Life As We Know It
- Sergio Di Stefano in Kings, Detective Monk
- Oliviero Dinelli in Oxygen, Law & Order - I due volti della giustizia (ep. 14x11, 16x20)
- Mino Caprio in Ugly Betty, The Americans
- Roberto Del Giudice in Pozione d'amore
- Luciano Roffi in Era mio padre
- Tonino Accolla in Un biglietto in due
- Teo Bellia in Dr. House - Medical Division
- Luciano De Ambrosis in CSI - Scena del crimine
- Ennio Coltorti in The Cell - La cellula
- Roberto Accornero in When a Man Falls in the Forest
- Angelo Maggi in Law & Order - I due volti della giustizia (ep. 9x04)
- Gino La Monica in Law & Order - I due volti della giustizia (ep. 15x10)
- Nino Prester in Destini incrociati
- Mario Brusa in Law & Order: Criminal Intent
- Fabrizio Temperini in Burn Notice - Duro a morire
- Vittorio De Angelis in The Matador
- Oreste Baldini in Celebrity
- Alessandro D'Errico ne La vendetta di Halloween
- Loris Loddi in Senza traccia
- Edoardo Nordio in Memorie di pesce rosso
- Claudio Moneta in 2 giorni a New York
- Renato Cecchetto in Catfight - Botte da amiche
- Franco Mannella in Anchorman 2 - Fotti la notizia
- Enrico Di Troia in I'm Dying Up Here - Chi è di scena?
- Roberto Certomà in Fido
- Mario Cordova in White Collar
- Ambrogio Colombo in Blindspot
- Massimo De Ambrosis in Franny
- Jacques Peyrac in L'ultimo dei Mohicani
- Paolo Buglioni ne Dream Scenario - Hai mai sognato quest'uomo?
- Gianluca Machelli in Evil
- Alberto Bognanni in The Hot Zone - Minaccia antrace